# Jo Jo Garcia
Joseph Uriah Garcia Roundy, detto Jo Jo (Las Vegas, 9 settembre 1975), è un ex cestista e allenatore di pallacanestro statunitense naturalizzato cipriota.

## Palmarès
- Center of the Year del campionato cipriota (2008, 2009)
- Campione cipriota (2009)
- Miglior giocatore cipriota (2009)